# Stylaraea
Genre
Stylaraea est un genre de coraux durs de la famille des Poritidae.

## Liste d'espèces
Selon World Register of Marine Species (12 juillet 2015) et ITIS (12 juillet 2015), le genre Stylaraea comprend l'espèce suivante :
- Stylaraea punctata (Linnaeus, 1758)